# ワシントンD.C.のラジオ放送局の一覧
ワシントンD.C.のラジオ放送局の一覧（ワシントンD.C.のラジオほうそうきょくのいちらん）
以下のラジオ放送局はワシントンD.C.内の都市および町から放送している。

## AM放送局
- WTNT：570 AM、ニュース/トーク
- WMAL：630 AM、ニュース/トーク
- WKDL：730 AM、スペイン語
- WABS：780 AM、キリスト教系トーク
- WILC：900 AM、("Viva 900") スペイン風アダルトコンテンポラリー
- WCTN：950 AM、スペイン語
- WTEM：980 AM、("SportsTalk 980") スポーツラジオ
- WFED：1050 AM、("Federal News Radio")、ニュース/トーク
- WMET：1160 AM、ニュース/トーク
- WFAX：1220 AM、キリスト教系
- WWRC：1260 AM、("Progressive Talk 1260") エア・アメリカ
- WDCT：1310 AM、韓国語
- WYCB：1340 AM、("Spirit 1340") アーバンゴスペル
- WZHF：1390 AM、エスニック
- WOL：1450 AM、アーバンニュース/トーク
- WTWP：1500 AM、ニュース
- WACA：1540 AM、スペイン語
- WPGC：1580 AM、("Heaven 1580") アーバンゴスペル
- WLXE：1600 AM、エスニック

## FM 放送局
- WMUC、88.1 FM、フリー (メリーランド大学カレッジパーク校)
- WAMU、88.5 FM、NPR (アメリカン大学)
- WPFW、89.3 FM、Pacifica
- WDCU、90.1 FM、C-Span
- WETA、90.9 FM、NPR
- WGTS、91.9 FM、キリスト教系コンテンポラリー、ファミリ - フレンド
- WKYS、93.9 FM、アーバン/ヒップホップ
- WBZS、94.3 FM (La Mega Clasica 92.7/94.3)、スペイン語
- WARW、94.7 FM ("Arrow 94.7")、クラシック・ロック
- WPGC、95.5 FM、アーバン/ヒップホップ
- WHUR、96.3 FM、R&B/アーバン・アダルトコンテンポラリー (ハワード大学)
- WASH、97.1 FM、アダルトコンテンポラリー
- WMZQ、98.7 FM、カントリー
- WLZL、99.1 FM ("El Zol 99.1")、スペイン語
- WIHT、99.5 FM ("Hot 99.5")、トップ 40
- WBIG、100.3 FM ("Big 100.3")、オールディーズ
- WWDC-FM、101.1 FM ("DC 101")、ロック
- WMMJ、102.3 FM ("Magic 102.3")、R&B/アーバン・アダルトコンテンポラリー
- WTOP-FM、103.5 FM、ニュース
- WGMS、104.1 FM、クラシック
- WAVA、105.1 FM、キリスト教系トーク
- WJZW、105.9 FM、スムースジャズ
- WJFK-FM、106.7 FM、ホットトーク
- WRQX、107.3 FM ("Mix")、ヒッツ
- WTWP-FM、107.7 FM、ニュース
- WFSI、107.9 FM、キリスト教